# 洗马林玉皇阁
洗马林玉皇阁，位于中国河北省张家口市万全县洗马林镇，1993年7月15日公布为河北省文物保护单位，2006年5月25日公布为第六批全国重点文物保护单位。
洗马林玉皇阁的历史年代为明代。